# Aérodrome d'Erigavo
L'aérodrome d'Erigavo, code IATA : ERA • code OACI : HCMU, en somali : Madaarka Ceerigaabo, est un aéroport de la ville d'Erigavo, au Somaliland, un état auto-proclamé de l'est de l'Afrique. Il est situé à environ 600 mètres de la ville. On y trouve une petite piste de près de 1 800 mètres en gravier.

## Situation
| Berbera Burao Hargeisa Borama Erigavo Las Anod Kalabaydh Ismail Mire |

## Voir également
- Aéroport d'Hargeisa
- Aéroport de Berbera
- Aérodrome de Burao
- Liste des aéroports au Somaliland